# Devagarinho
"Devagarinho" é uma canção da cantora brasileira Luísa Sonza. Foi escrita por André Vieira, Pedro Breder, Wallace Vianna e produzida por Hitmaker, e lançada como single em 4 de julho de 2018, através da Universal Music Brasil.

## Antecedentes e lançamento
Após assinar um contrato de gravação com a Universal Music Brasil e lançar seu extended play (EP) auto-intitulado no ano anterior, Sonza lançou "Devagarinho" em 4 de julho de 2018. Foi descrita como uma canção "com fortes influências do reggaeton e uma batida forte", de acordo com Kavad Medeiros do POPline.

## Videoclipe
O videoclipe de "Devagarinho" foi gravado em uma casa noturna localizada em São Paulo em maio de 2018, sob direção de Fred Siqueira. O stylist João França Ribeiro e a cabeleireira e maquiadora Kaká Oliveira ficaram responsáveis pelo visual da cantora no clipe. Foi lançado em 4 de julho de 2018 através do programa TVZ, do Multishow, que estava sendo apresentado por Sonza na ocasião. Sobre o projeto, a cantora pontuou: "No clipe, sou livre, danço, animo, agito a festa, sozinha – eu comigo mesma. Acho importante trazer essa mensagem para o público, pois é necessária e importante". Após seu lançamento, Sonza recebeu comentários falando sobre como ela "estaria deixando de lado seu talento para focar apenas na sensualidade", e respondeu:

"Queria entender por quê vocês se limitam tanto a alguma coisa que vocês veem de imediato e tomam aquilo como verdade da vida. Não consigo entender algumas pessoas, muitos comentários. Não estou falando de hater. Pau no c* dos haters. Não me faz diferença. Estou muito feliz com meu trabalho. Vou continuar fazendo, independente do que eles falem ou não. Os haters p** no c* de vocês. Vão se f*. Parem de me seguir".

## Desempenho comercial
| País — Tabela musical (2018)                | Melhor posição |
| ------------------------------------------- | -------------- |
| Brasil Top 50 Streaming (Pro-Música Brasil) | 30             |

| Região                                           | Certificação | Vendas   |
| ------------------------------------------------ | ------------ | -------- |
| Brasil (PMB)                                     | Diamante     | 300.000‡ |
| ‡ Vendas+valores baseados apenas na certificação |              |          |

## Faixas e formatos
| Download digital / streaming |               |         |  |
| N.º                          | Título        | Duração |  |
| 1.                           | "Devagarinho" | 2:17    |  |

## Histórico de lançamento
| Região | Data               | Formato(s)                 | Gravadora | Ref.  |
| ------ | ------------------ | -------------------------- | --------- | ----- |
| Vários | 4 de julho de 2018 | Download digital streaming | Universal | [ 9 ] |